# Charles O'Rear

Windmill sunset (Atardecer y molino de viento, 1973), fotografía de Charles O'Rear.

Charles O'Rear (Butler, Misuri; 1941) es un fotógrafo estadounidense que ha trabajado para la revista National Geographic durante más de 25 años. Es conocido mundialmente por ser el autor de la famosa imagen "Bliss" (también conocida como "Felicidad") que ha sido utilizada como fondo de pantalla predeterminado en Windows XP.
O'Rear comenzó su carrera en 1978, cuando la revista National Geographic lo envió al Valle de Napa para fotografiar y crear un artículo sobre las regiones vinícolas de California; esto motivó en él un interés por el vino y las zonas de plantación de uvas de todo el estado. Posteriormente se trasladó al valle de Napa Valley en el Condado de Napa (California), a un pequeño pueblo conocido como Saint Helena, donde construyó su residencia.

## Libros de fotos
Hasta la fecha, O'Rear ha proporcionado fotografías para siete libros vinícolas, entre ellos:
- Chardonnay: Photographs from Around the World (Chardonnay: Fotografías de todo el Mundo) (1999)
- Napa Valley: The Land, The Wine, The People (Napa Valley: la tierra, el vino, el pueblo) (2001)
- Wine Places: The Land, the Wine, the People (Hermosos Viñedos: la tierra, el vino, el pueblo) (2005)
- Beautiful Wineries (Lugares Vinícolas) (2005)
- Wine Across America: A Photographic Road Trip (Zonas vinícolas de América) (2007)

## «Bliss» («Felicidad»)
Charles O'Rear alcanzó la fama mundial por una fotografía que tomó en 1995, de las ondulantes colinas del valle de Napa, al este del valle de Sonoma, en el condado de Napa (California, Estados Unidos). La foto se titula Bliss (conocida en España y América Latina como "Felicidad") y se hizo popular tras ser comprada por un millón de dólares para ser utilizada por la empresa Microsoft como fondo de pantalla de las computadoras en la campaña publicitaria del nuevo sistema operativo Windows XP. El 25 de octubre de 2001 se dio a conocer Windows XP con el fondo de pantalla predeterminado de esta imagen. 
La colina de verde hierba, en realidad suele estar cubierta de vides, pero entre 1990 y 1995 las cepas de Napa Valley fueron infectadas por una plaga de Phylloxera, lo que obligó a retirar el 30 % de las vides y creció en las laderas hierba. O'Rear tomó esta fotografía cuando conducía por la carretera 12/121.